# سنديون (فوه)
قرية سنديون هي إحدى القرى التابعة لمركز فوه في محافظة كفر الشيخ في جمهورية مصر العربية. حسب إحصاءات سنة 2006، بلغ إجمالي السكان في سنديون 12861 نسمة، منهم 6511 رجل و6350 امرأة.

## التاريخ
ذكرها علي مبارك في كتابه الخطط التوفيقية، حيث ذكر أنها قرية في مديرية الغربية بقسم دسوق، على الشاطئ الشرقي لفرع رشيد، وفي شمال ناحية فوه بأربعة الآف متر، وجنوب ناحية شمشيرة بنحو ألفين وستمائة متر.